# Phialanthus alainii
Phialanthus alainii är en måreväxtart som beskrevs av Attila L. Borhidi. Phialanthus alainii ingår i släktet Phialanthus och familjen måreväxter.
Artens utbredningsområde är Kuba. Inga underarter finns listade i Catalogue of Life.